# デフサポ
株式会社デフサポは東京都渋谷区に本社を置く、聴覚障害に関わるサポートを手がける企業。

## 概要
- 先天性の重度難聴を持ち口話によりコミュニケーションを行う難聴の当事者であり、難病を持つ子の親でもある牧野友香子により創設された[1] 。立ち上げのきっかけは、牧野自身の育児中に障害のある子どもへの選択肢の少なさやサポートの不十分さを実感したこと[2]。
- 聴覚障害児の親への情報提供やことばの教育を中心にサービスを展開している。
- 株式会社という形態を選択したのは、サポートを必要とする人に向けた支援事業であるからこそ、収益を上げられる事業モデルによって持続性の維持が重要だと考えたため[3]。
- 社名のデフサポは聴覚障害者を意味する「deaf」と「素敵な」を意味するスラング「def」を掛け合わせている。「難聴者の未来を華やかに」をミッションに掲げる[4]。

## 沿革
- 2017年5月 - 牧野友香子が初の主催講演会を東京都で実施。翌月、学校での講演を開始する。7月、デフサポの運営を目的にした株式会社hanabanaを設立。同月「デフゼミ」の通信教材開始、カウンセリング開始。
- 2018年3月 - 代表の牧野がソニー株式会社を退社。翌月企業講演を開始。8月、専門家向け講演（医師・教員向け）の開始。
- 2019年8月 - 株式会社デフサポに名称変更。[5]
- 2020年 - 難聴に関する情報発信を行うためYouTube「デフサポちゃんねる」を開始。

## 事業内容
- 教育事業ー難聴児への言葉の支援
- コンサルティング業務ー障害者の雇用と働きやすさを支援
- 啓発事業ー聴覚障害についてより多くの人に知ってもらうための活動[3]

## 主な講演歴
- メディア出演
  - NHK 「ろうを生きる 難聴を生きる」、NHK「ハートネットTV」、「目で聴くテレビ」
- 民間企業を対象にした就労支援・ダイバーシティなどについての講演
  - ソニー株式会社、株式会社NTTドコモ、花王株式会社、日本電気株式会社、富士通株式会社、Google
- 専門家（医師や言語聴覚士など）に向けた講演
  - 坂戸ろう学園教員向け、横浜市立市ヶ尾小学校教諭向け、練馬区立石神井小学校「きこえとことばの教室」教諭向け、ろう教育科学会、日本聴覚医学会
- 難聴当事者・難聴児の親、学校・一般市民向け講演（セルフアドボカシー、多様性、就労など）
  - 名城大学、京都外国語大学、兵庫医科大学、広島県立大学、練馬区難聴児者を持つ親の会、難聴の子を持つ家族会 そらいろ、全国難聴児親の会、児童発達支援事業所なないろ、大阪市立依羅小学校など [6]